# Weberplatz (Essen)
Der Weberplatz ist ein Platz in der nördlichen Innenstadt der Stadt Essen. Sein Name weist auf die einst hier ansässige Zunft der Weber hin. Zwischen dem Anfang des 17. und zum Anfang des 19. Jahrhunderts befand sich hier mit dem Evangelischen Friedhof die erste protestantische Begräbnisstätte in Essen.

## Charakter
Der Weberplatz im einstigen Essener Weberviertel liegt zwischen der I. Weberstraße im Osten und der II. Weberstraße im Westen. Die II. Weberstraße wurde am 13. Juni 1966 in Gerswidastraße umbenannt. Südlich wird der Platz von der Kreuzeskirchstraße begrenzt, nördlich liegt die Kastanienallee. Östlich steht seit 1896 die unter Denkmalschutz stehende evangelische Kreuzeskirche. Der Platz bildet die Verbindung zwischen dem sich nordwestlich anschließenden Universitätsviertel sowie der Grünen Mitte und der Essener Stadtmitte.

## Geschichte

### Textilgewerbe
Namensgebend ist das im Spätmittelalter blühende Textilgewerbe. Dem 1406 gegründeten Wollenamt gehörten in dieser Zeit 25 Meister an. Aus dessen Aufzeichnungen geht allerdings nichts über die Größe der Einzelwerkstätten hervor. Die erlaubte verarbeitete Wollmenge war pro Jahr und Meister auf rund 200 bis 220 Pfund beschränkt. Verboten war die unselbständige Arbeit zu einem bestimmten Auftrag, die Lohnweberei. Jedoch durfte ein Meister für einen anderen noch Wolle verarbeiten, solange dessen Budget noch nicht erschöpft war. Seit dem 14. Jahrhundert war durch die Wollweber eine Walkmühle gepachtet worden. Frauen versahen vorbereitende Arbeiten wie das Spinnen. 1406 war in den Statuten festgelegt worden, dass die Qualitätskontrolle jedes einzelnen Tuchs durch den Werkmeister stattfand, der das Tuch mit Bleiplombe und Gütesiegel versah. Das Vorgehen wurde 1442 nochmals bekräftigt. Im Jahr 1515 wurde ausdrücklich geregelt, dass nur gute Wolle verarbeitet werden durfte. Schneider oder Weber konnten die Tuche zum Veredeln (Scheren) an Tuchscherer weitergeben, was auf eine Produktion für den gehobenen Bedarf spricht.
Bis zur Mitte des 15. Jahrhunderts war die Färberei von den Wollwebern selbst vorgenommen worden, danach erledigten das spezielle Färbereien. Die Weber hatten in Essen das Monopol für Futterstoff, der nur aus Essener Produktion stammen durfte. Auswärtige aber auch Essener Tuche oblagen dem Großhandel durch die Gewandschneider. 1486 wurde das Amt der Leineweberei gegründet. Zur Zeit der Kriege, insbesondere dem Dreißigjährigen Krieg, wurde das bis dahin in Essen wirtschaftlich führende Textilgewerbe stark eingeschränkt und nach und nach durch die Büchsenmacherei in ihrer Führungsposition abgelöst. Im 18. Jahrhundert gab es einen begrenzten Aufschwung durch nur noch eine Tuchfabrik, etwas Wollhandel und die neue Baumwollweberei. Aufgrund der aufkommenden Billigkonkurrenz aus England, die Textilien nun industriell fertigen konnte, wurde das verbliebene Textilgewerbe vollends verdrängt, woraufhin das Weberviertel zusehends verarmte. Die Anlage des Platzes im 19. Jahrhundert sollte der Verarmung entgegenwirken.

### Zeit der Benennung 1895
Am 16. November 1895 erhielt der im einstigen Essener Weberviertel befindliche Bereich zwischen der I. Weberstraße im Osten und der II. Weberstraße im Westen den Namen Weberplatz. Es sollte ein städtischer Platz entstehen. Dazu war der Erwerb zweier Besitztümer in der II. Weberstraße notwendig, der in der Stadtverordnetensitzung vom 25. April 1896 beschlossen wurde. Es ging dabei um 90 m² des Besitzers Möll für 12.000 Mark  und um 141 m² des Besitzers Bendir für 16.000 Mark. In der Stadtverordnetensitzung vom 7. Januar 1898 wurden Mittel in Höhe von 1400 Mark zur Einfriedung des Platzes bewilligt, da er nicht als öffentlicher Platz zu betrachten ist. Am 17. Mai 1898 wurde erstmals ein Wochenmarkt auf dem Weberplatz abgehalten. Dazu waren Teile des bisher auf dem Kopstadtplatz stattfindenden Marktes auf den Weberplatz verlegt worden.

### Ledigenheim / Haus der Begegnung

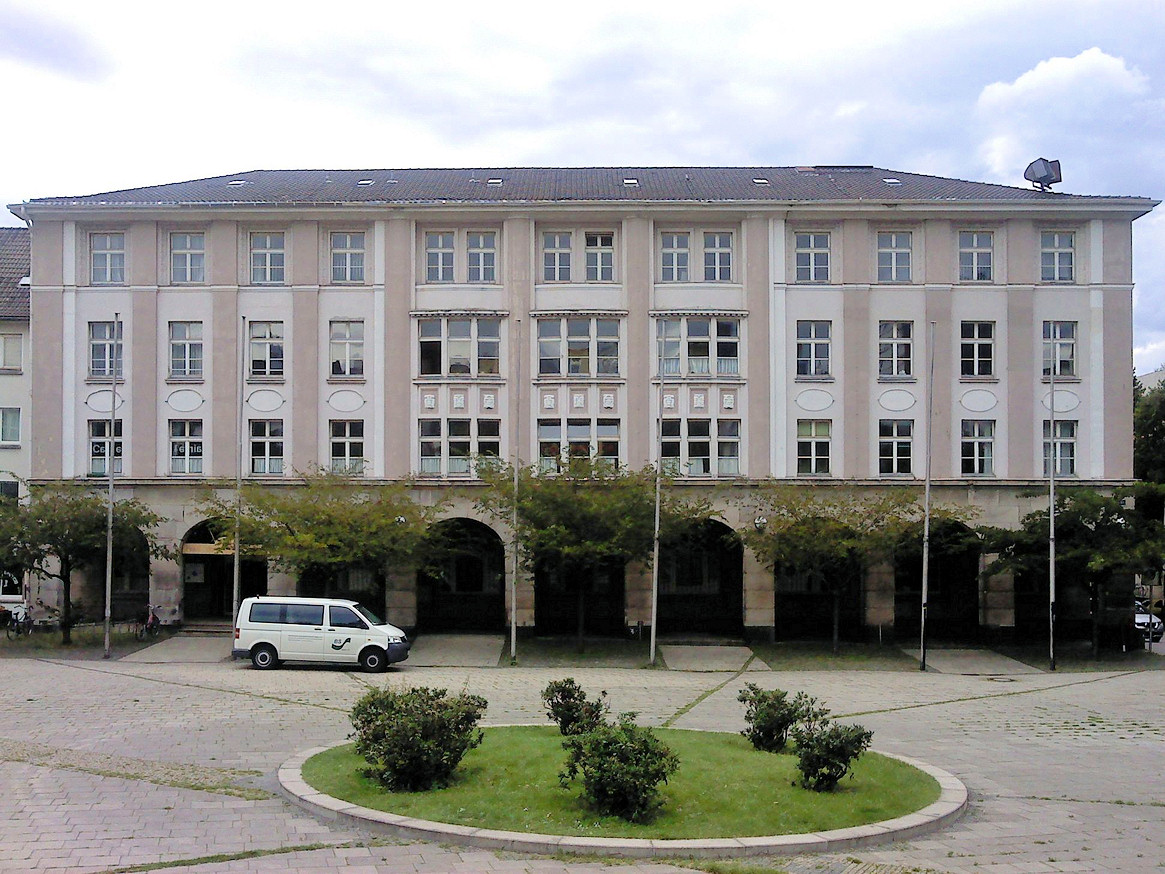
2023 abgerissenes Ledigenheim, zuletzt Haus der Begegnung genannt

Am 26. Januar 1913 wurde auf dem nördlichen Teil des Weberplatzes durch die evangelische Gemeinde der Grundstein für das „Kaiser-Wilhelm-Ledigenheim“, ab 1982 „Haus der Begegnung“ genannt, gelegt. Das „Haus der Begegnung“ wurde von dem 1971 gegründeten Verein „Arbeitsgemeinschaft Selbsthilfe behinderter Menschen in Essen e. V.“ gegründet, das mehrere Selbsthilfegruppen und Vereine zusammenschließt. Im Jahr 2017 zogen die zehn hier ansässigen Vereine aus. Das Gebäude überdeckte auch das Areal des ehemaligen evangelischen Friedhofsgeländes. Im Zweiten Weltkrieg war es zerstört und danach verändert wieder aufgebaut worden. Zuletzt kaufte es das Essener Wohnungsunternehmen Allbau von der Stadt Essen. Im Jahr 2023 wurde das inzwischen als nicht mehr wirtschaftlich sanierbar eingestufte Gebäude abgerissen, obwohl es seit 1987 unter Denkmalschutz stand. Das LVR-Amt für Denkmalpflege im Rheinland stimmte zu.
Am 29. April 2024 fand an dessen Stelle der erste Spatenstich für das neue Gebäude mit Wohnungen, Büro-, Gewerbe- und Gastronomieflächen anstelle des Ledigenheims statt. Es wird durch das Wohnungsunternehmen Allbau errichtet und stellt einen Teil der Neugestaltung des Weberplatzes dar. Auch das Essener Standesamt soll darin einen neuen Standort erhalten. Die Grundsteinlegung im Beisein von Oberbürgermeister Thomas Kufen fand am 24. Januar 2025 statt. Eine Umgestaltung des gesamten Platz zu verbesserter Aufenthaltsqualität soll im Jahr 2026 stattfinden.